# Maianthemum comaltepecense
Maianthemum comaltepecense là một loài thực vật có hoa trong họ Măng tây. Loài này được Espejo, López-Ferr. & Ceja mô tả khoa học đầu tiên năm 1996.